# Хатидзёдзима (аэропорт)
Аэропорт Хатидзёдзима (яп. 八丈島空港 хатидзё:дзима-ку:ко:) — региональный аэропорт, расположенный на острове Хатидзёдзима в южной части архипелага Идзу.

## История
Аэропорт был построен на острове Хатидзёдзима в 1926 году силами Императорского флота Японии.
В 1954 году порт перешёл в управление местных властей острова. Планировалось ввести рейсы между аэропортами Хатидзёдзима и Ханэда в Токио при поддержке авиалиний Фудзита в 1955 году, и, впоследствии, в аэропорт Комаки в Нагое.
30 апреля 1963 года Douglas DC-3 японской авиакомпании All Nippon Airways (ANA) потерпел крушение во время приземления. Жертв не было, но самолет был утерян безвозвратно.
Чуть позже в том же году, 17 августа 1963 года De Havilland Heron потерпел крушение после взлёта с Хатидзё-фудзи, самой высокой горы на острове. Погибли все (3 члена экипажа и 16 пассажиров).
После 2000 года дочернее предприятее ANA использовало Boeing 737—400 для полётов в Хатидзёдзиму. Самолёт был окрашен в виде дельфина, что способствовало развитию туризма. Рекламная кампания оказалась успешной, впоследствии самолёты были заменены более современными моделями 737—500, а затем во флот авиакомпании поступил лайнер Airbus А320. Регулярные рейсы на остров Осима были прекращены в 2009 году.
В настоящее время авиакомпания Toho Airlines совершает чартерные рейсы на вертолёте от аэропорта Хатидзёдзима к аэропортам Аогасима и Микурадзима, компания ANA совершает регулярные рейсы из аэропорта Ханеда (Токио), а также чартерные рейсы из Нагоя.